# Cryptoserphus medius
Cryptoserphus medius är en stekelart som beskrevs av Henry Keith Townes, Jr. 1981. Cryptoserphus medius ingår i släktet Cryptoserphus, och familjen svartsteklar. Arten är reproducerande i Sverige.